# NGC 5424
NGC 5424 ist eine linsenförmige Radiogalaxie vom Hubble-Typ S0 im Sternbild Bärenhüter und 265 Millionen Lichtjahre von der Milchstraße entfernt.
Sie wurde am 25. April 1883 von Wilhelm Tempel entdeckt.